# Karrar (tenk)
Karrar (per. کرار, hrv. Napadač) je glavni borbeni tenk (MBT) koji je razvijen za potrebe iranske vojske. Unatoč vizualnoj sličnosti s ruskim T-90, Iran je opovrgnuo glasine o ruskoj suradnji na tom projektu. Vizualnu sličnost Karrara s ruskim modelom T-90MS primijetio je i ruski kanal Russia Today, donoseći vijesti o novom iranskom tenku.
Tamošnji ministar obrane Husein Degan istaknuo je kako je iranska vojna industrija u potpunosti projektirala i proizvela spomenuti tenk. Tijekom prezentacije Karrara izjavio je: "Naš tenk je smrtonosan kao ruski T-90MS, ako ne i više od toga."

## Povijest
Iranska vojska je sredinom ožujka 2017. predstavila svoj novi tenk pod nazivom Karrar koji je prema tvrdnjama tamošnjih stručnjaka u samom vrhu svjetskih oklopnjaka. Tada je pušten u masovnu proizvodnju jer je službeni Teheran odlučio prestati uvoziti tenkove iz Rusije.
Iranski stručnjaci prethodnih godina ubrzano rade na razvoju tehnologija kako bi domaća vojska u što većem postotku koristila oružje domaće proizvodnje a oružane snage postale samoodržive.

## Opis
Tenk je opremljen elektroničkim i optičkim sustavima za nišanjenje te laserskim sustavima za mjerenje udaljenosti do cilja. Može uništavati statične i pokretne mete u dnevnim/noćnim uvjetima. Njegovi projektanti istaknuli su Karrarovu mobilnost, preciznost, vatrenu moć te izdržljivost u borbenim uvjetima. Primarno naoružanje mu je 125 mm top (s automatskim punjačem) a sekundarno, strojnica kalibra 7,62 mm koja je daljinski upravljana. Kao zaštitu, tenk koristi ERA oklop te 12 dimnih granata.
Prema nekim izvorima, tenk pokreće dizelski motor nepoznatog proizvođača koji može razvito snagu od preko 1.200 KS. Motor se napaja gorivom koje je smješteno u dva spremnika od čega svaki ima kapacitet od 200 litara. Pri tome može razviti maksimalnu brzinu od 70 km/h dok mu je najveći operativni domet 550 km.
Od ideje do prvog proizvedenog tenka prošlo je samo tri godine a zemlja se odlučila na taj potez kako bi prestala biti ovisna o uvozu ruskih tenkova.

## Korisnici
- Iran: iranske oružane snage.

## Vidjeti također
- T-90: ruski glavni borbeni tenk (MBT) i vjerojatno platforma za nastanak Karrara.
- Zulfikar: iranski glavni borbeni tenk.
- Karrar: istoimena iranska bespilotna letjelica (UAV).